# لیزر دیودی

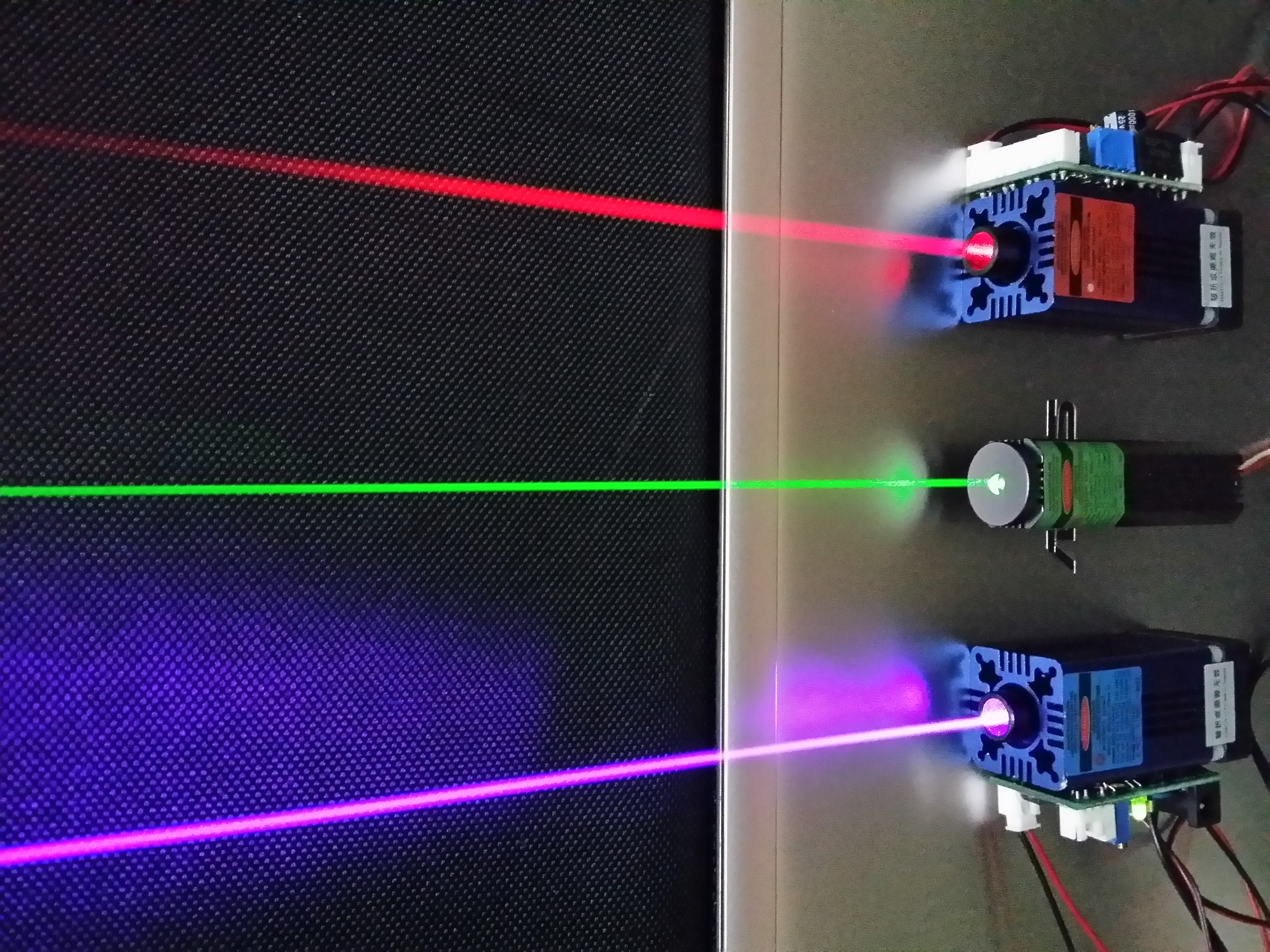
لیزر دیودی

لیزرهای دیودی نیم‌رسانا پرفروشترین نوع لیزر در جهان هستند. این لیزرها اولین بار در سال ۱۹۶۲ ساخته شدند و گفته می‌شود اکنون در مرحله‌ای هستند که از بسیاری جهات قابل قیاس با موقعیت صنعت الکترونیک سیلیسیومی در حدود ۲۵ سال پیش است. نیروی اصلی در پس این پیشرفت، رشد سریع صنعت مخابرات است، اما ذخیره‌سازی اطلاعات (خواندن/نوشتن CD، پویشگرهای رمز میله‌ای)، اشاره به دور (نشانگرهای لیزری) و کاربردهای ماشین‌کاری نیز اهمیت روزافزونی یافته‌اند.

## کاربردها

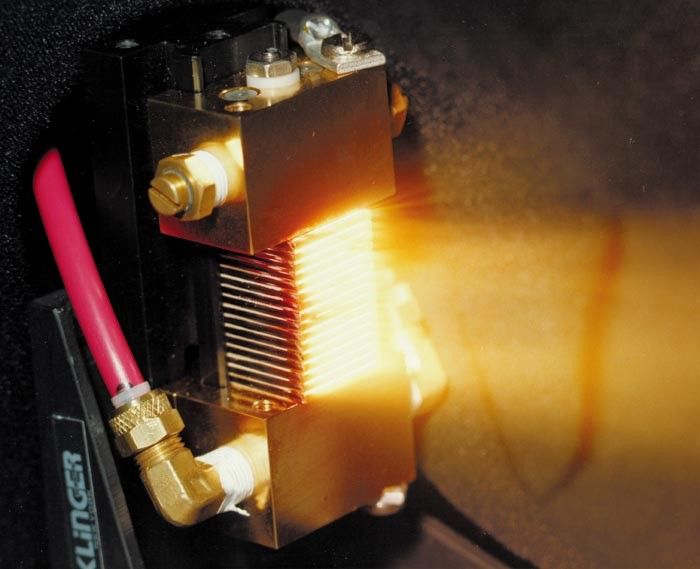
نمونه‌ای دیگر

طی چند سال اخیر لیزرهای دیودی به توانایی خروجی بالاتر، ابعاد کوچکتر، کارایی بالاتر، اعتماد پذیری بیشتر و از همه این‌ها مهمتر به پوشش طول موجی پهنتر از IR میانه تا انتهای آبی رنگ طیف الکترومغناطیس، دست یافته‌اند. برای سال‌های متمادی، دستیابی به منابع نوری تکفام کوک همدوس، با عملکرد آسان و ارزان از IR میانه تا UV، هدفی برای متخصصان طبف بینی بوده‌است. به غیر از طیف‌بینی‌های متداول جذبی و فلوئورسانی، طیف بینی رامان و بیضی‌سنجی نیز از لیزرهای دیودی به عنوان منابع نور همدوس بهره‌مند شده‌اند.
به تازگی متخصصان طیف بینی، فنون با حساسیت زیاد مثل طیف بینی درون حفره را با لیزرهای دیودی ترکیب کرده‌اند. در طیف‌بینی بنیادی، کاربرد منابع لیزری جدید به تعیین ساختار رادیکال‌های آزاد یا گونه‌های خوشه‌ای عجیب و غریب منجر شده‌است. برای نظارتهای اتمسفری، لیزرهای دیودی دمای اتاق که در ۸ تا ۱۳µM نشر می‌کنند، پیشرفتی اساسی به سمت بهبود کیفیت هوا هستند.
در پزشکی، کاربرد لیزرهای دیودی در مقطع‌نگاری نوری و در تجزیه غیر تزریقی خون، مثلاً پیش‌بینی سطح گلوکز خون، تشخیص پزشکی را با انقلابی مواجه کرده‌است. در صنعت، حسگرهای شیمیایی ارزان قیمت در کنترل فرایند اهمیت یافته‌اند، برای کنترل در محل فرایندهای احتراقی، آشکارسازی پسماندهای گازی در نقطه تخلیه و کنترل کیفیت در صنایع دارویی و غذایی لیزرهای دیودی دیگری نیز هستند که برای اندازه‌گیری‌های جریان، شمارش و سنجش ابعاد ذرات سودمندند.

## ارتعاشات عالی
IR میانه، یکی از محدوده‌های طیف الکترومغناطیسی است که لیزرهای دیودی در آن به ایفای نقش پرداخته‌اند. مطالعه ارتعاش‌های بنیادی مولکول‌ها که در این ناحیه اتفاق می‌افتد، تا کنون بر لیزرهای دیودی ساخته شده از نمک‌های سرب که با سرمازایی خنک شده‌اند متکی بوده‌است. با این حال تجهیزات خنک‌کننده با سرمازایی بر هزینه‌های خرید و عملیاتی چنین لیزرهایی بسیار می‌افزاید. لیزرهای دیودی IR میانه که از ترکیبات همانند ساخته شده‌اند و در دمای اتاق کار می‌کنند، کم‌کم به عنوان جانشینی برای حسگرهای شیمیایی ارزان مطرح می‌شوند.
این حسگرها برای آشکارسازی اتمسفری و آلودگی و همچنین نظارت بر فرایندهای صنعتی بکار می‌روند؛ مثلاً، نیم رساناهایی مانند aLgAssB/iNgAaSb که تا زیر 3000nm کار می‌کنند. دستیابی به اکثر ارتعاش‌های کششی C_H را مقدور می‌سازند. نشر لیزر در این طول موجها، به دلیل وجود گاف نوار باریک که ساختار الکترونی این مواد را می‌سازد، امکان‌پذیر است. در نتیجه فقط مقدار بسیار کمی انرژی برای ارتقای الکترون‌ها به انرژی بالاتر نوار رسانش، مورد نیاز است.
با این حال مهیجترین پیشرفت در آشکارسازی IR میانه، ساخت لیزرهای آبشار کوانتومی (QCL) است. این لیزرها را اولن بار دانشمندان بل لبز - لوسنت در آمریکا در سال ۱۹۹۴ ارائه کردند که با روشی کاملاً متفاوت از لیزرهای دیودی نیم‌رسانای معمول کار می‌کنند. طول موج نوری که آن‌ها نشر می‌کنند به گاف نوار نیم‌رسانا بستگی ندارد، بلکه بیشتر به ضخامت لایه‌های سازنده نیم‌رسانا در قطعه وابسته‌است.

## لیزرهای دیودی در عمل
یک لیزر نیم رسانا اساساً از اتصال بین یک نیم رسانای نوع P (غنی از «حفره‌های» مثبت) و یک نیم رسانای نوع n (غنی از الکترونها) تشکیل می‌شود. بر اثر عبور جریان الکتریکی از محل اتصال، الکترون‌ها و حفره‌ها می‌توانند باز ترکیب شوند که در این فرایند نور نشر می‌شود.
طول موج نشر با گاف نوار ماده نیم رسانایی که دیود را می‌سازد (تفاوت انرژی لازم برای صعود الکترون از نوار انرژی والانس پایینتر به نوارهای رسانش پرانرژی‌تر در بالا) تعیین می‌شود.
در وسایل ساده با تغییر جریان الکتریکی بکار رفته یا دمای لیزر، تنظیم طول موج مقدور می‌شود.
با ماده گالیم آرسنید (GaAs) خالص یک طول موجی ساخته شد، اما در عمل به علت نیاز و دشواری در تطابق شبکه، این امر با محدودیت مواجه می‌شود. لیزرها با هر دو روش رشد همراستای بلور با باریکه مولکولی و رسوب دهی شیمیایی بخار فلز - آلی ساخته می‌شوند. این لیزرها با داشتن ۵۰ درصد تبدیل الکتریسیته به نور، کارآمدترین نوع لیزرند که در نتیجه باعث کاهش هزینه عملیاتی می‌شود.
هرگاه لایه به اندازه کافی نازک باشند (کمتر از 20nm) مکان الکترون‌های نیم رسانا فقط در یک بعد محدود می‌شود: حالتهای انرژی در نوارهای والانس و رسانش کوانتیده شده و فقط ترازهای انرژی معینی مجاز می‌شود؛ لذا لایه‌های نیم رسانا مانند چاه‌های کوانتومی خواهند بود و می‌توان آن‌ها را با لایه‌های غیرفعال (غیر لیزر ساز) روی هم چید و لیزرهایی ساخت که قادرند نور خروجی پر توانتری تولید کنند. در این QCLها، الکترون‌ها از چند مرحله پی در پی افت انرژی، می‌گذرند و همزمان با حرکت در نوعی آبشار الکترونی، فوتون نشر می‌دهند. فاصله نزدیک نوارهای انرژی الکترونی، نشر نور در گستره IR میانه تا دور را ممکن می‌سازد. چندین گروه پژوهشی، در حال رقابت برای تولید نوع تجاری QCL در گستره ۶ تا ۱۲µm هستند که دریچه مهمی را بر روی نظارت اتمسفری، خواهد گشود.
در سال ۱۹۹۸ گروه فدریکاکاپاسوازبل لبز - لوسنت تکنولوژی، لیزری تولید کرد که دارای شبکه بلوری AlInAs/InGaAs با فواصل بین اتمی منطبق با شبکه InP بود و می‌توانست در ۸٬۳µm با توان تپی 180mW در دمای اتاق، نشر کند. امروزه می‌توان لیزرهایی را که در این محدوده کار می‌کنند از GaAs/AlGaAs تهیه کرد، که هم ارزانترند و هم آسان‌تر ساخته می‌شوند. هر چند نتایج اخیر گروه کاپاسو در آشکارسازی مقادیر ناچیز گازهایی مانند CH4، N2O هنوز به حد حساسیت آشکارسازی لیزرهای نمک سرب، یعنی در حد ppb یا کمتر، نرسیده‌است.
لیزرهای حفره عمودی نشرکننده از سطح (VCSEL) نوعی لیزر جدید هستند. آن‌ها که عمدتاً برای مخابرات نوری ساخته شده‌اند، برای کار در طول موج بلند و با خروجی تپی ۲٬۹µm در دمای اتاق، نیز بکار می‌روند. آن‌ها کیفیت باریکه بهتری ایجاد می‌کنند و از بسیاری از لیزرهای جانشین که در طول موج‌های بلندتر کار می‌کنند، آسان‌تر ساخته می‌شوند. در سال ۱۹۹۷، دیرک رله، برند زومپف و هاینتس - دتلف کرونفلت، از دانشگاه صنعتی برلین، روش دیگری برای تولید تابش IR میانه برای آشکارسازی گازی، ارائه دادند. آن‌ها در یک بلور AgGaSe2، خروجی دو لیزر دیودی IR نزدیک (یکی در ۱۲۹۰µm و دیگری 1572nm) را باهم مخلوط و نوری با فرکانس متفاوت در حدود ۷٬۲µm) 1380cm-1) برای شناسایی SO2 تولید کردند.

## کنترل در خط
هم‌اکنون لیزرهای دیودی نیم رسانا در IR نزدیک، به ویژه در حوالی طول موج‌های مخابراتی ۱۳۰۰ و 1550nm، کاملاً توسعه یافته‌اند. بهبود فنون ساخت در حال حاضر به معنی امکان‌پذیر شدن ساخت لیزرهایی است که در طول موج‌های بسیار دقیقی کار می‌کند؛ مثلاً، لیزرهای پسخوری توزیع یافته (DFB) که معمولاً با قرار دادن یک شبکه گزینشگر درون حفره لیزر، برای صاف کردن طول موج‌های مطلوب، ساخته می‌شوند، به عنوان حسگرهای شیمیایی ارزان قیمت در نظارت بر انتشار آلاینده‌ها و کنترل فرایند، بالقوه مفیدند.
گروه من در دانشگاه‌ها درزفیید، برای استفاده از لیزرهای دیودی در کنترل فرایند در خط از طریق نظارت در محل، به ویژه در محیطهای خطرناک که در آن باریکه لیزر با استفاده از تار نوری به درون واکنشگاه هدایت می‌شود، فنونی را توسعه داده‌است. برای کنترل فرایند و بهبود کارایی، می‌توان تجزیه سریع محتوی واکنشگاه را به یک حلقه پسخور متصل کرد. با همکاری مارتین پمبل از دانشگاه سالفورد، توانستیم به واکنش‌هایی که درون واکنشگاه‌ها به طریق رسوب دهی شیمیایی بخار انجام می‌گیرند نظر بیندازیم. گفتنی است این واکنش‌ها، فهم مهمی برای تولید بسیاری از پوشش دهی‌های ظریف سطحی را فراهم می‌سازند.

## محدودیتهای طیف بینی با لیزر دیودی
یکی از محدودیتهای طیف بینی با لیزر دیودی آن است که به علت باریکی گستره تنظیم طول موج، یک لیزر معمولاً فقط می‌تواند یک گونه شیمیایی را شناسایی کند. رانالد هانسون و همکاران در دانشگاه استانفورد با به‌کارگیری روشی موسوم به تقسیم چندگانه طول موج (WDM) بر این مشکل غلبه کردند و توانستند در یک اتاقک احتراق، چند گونه مختلف و خواص آن‌ها را مشاهده کنند. روش WDM عبارت است از ارسال همزمان چند طول موج مختلف از درون یک تار نوری. هانسون و گروهش با استفاده از سه لیزر دیودی با تنظیم جداگانه، توانستند به‌طور همزمان غلظت H2O , O2 و نیز دما و فشار را در شعله H2 _ O2.
مسئله دیگر در آشکارسازی همزمان چند گونه شیمیایی، احتمال «خط روی خط افتادن» یا تداخل علائم است. دانشمندان CSO Mesure در فرانسه، برای اجتناب از این مشکل به هنگام اندازه‌گیری تابش زیر قرمز در فضا، از یک لیزر دیودی IR نزدیک که روی مقادیر جذبی چرخشی - ارتعاشی C2H2 (در حدود 1530nm) تثبیت شده بود، به عنوان منبع مرجع استفاده کرده‌اند.
کار آن‌ها بخشی از یک پژوهش ۵ ساله مربوط به تداخل سنج زیر قرمز ارزیابی اتمسفری (IASI) اما مهندسان مخابرات برای جلوگیری از مشکل خط روی افتادن، وقتی که چند طول موج مدوله شده کم فاصله در فرکانس‌های GHz از درون یک تار نوری ارسال می‌شود، از همین رویکرد استفاده می‌کنند. «قفل کردن» طول موج لیزر روی استانداردهای مولکولی نظیر HCN و C2H2، هر گونه تداخل بین علائم مختلف را متوقف می‌کند.

## خروجی پر انرژی
دانشمندان دانشگاه کالیفرنیا در سانتریابارا با استفاده از بلورهای لیتیم نیوبات (LiNbOsub>3) یا پتاسیم فسفات. فرکانسای خروجی از لیزرهای دیودی را در انتهای پر انرژی‌تر طیف الکترومغناطیسی دو برابر کرده‌اند. این کار می‌تواند در ناحیه آبی فرابنفش طیف الکترومغناطیسی، توان‌های خروجی در حد 0,1mW تولید کند. در این طول موجها، لیزرهای دیودی قادرند عناصری مانند آلومینیم (394nm)، گالیم (403nm) و ایندیم (410nm) را شناسایی و رشد لایه‌های نیمرسانا، از جمله ساخت سایر لیزرهای دیودی را تعقیب کنند. در مقایسه با لامپ‌های کاتد تو خالی متداول که در طیف بین جذب اتمی بکار می‌روند.
لیزرهای دیودی، کوک پذیرند (شناسایی چند گونه‌ای امکان‌پذیر می‌سازند)، پر شدت ترند (بنابراین داده‌ها را سریعتر کسب می‌کنند) و کنترل دقیقتری را مقدور می‌سازند. انتهای آبی طیف الکترومغناطیسی، یکی از فعالترین حوزه‌های پژوهشی دربارهٔ لیزرهای دیودی است که در آن، لیزرهای بر پایه GaN، شدت و سرعت انتقال داده‌های ذخیره شده را به حداکثر می‌رسانند. برای شیمیدانان، لیزرهای آبی، عملاً برای دستیابی به گذارهای الکترونی مولکولهایی مانند O3 و NO2 مفید است و به ساخت سیستم‌های قابل حمل نظارت اتمسفری می‌انجامد.

## حسگرهای تار نوری
گسترش سریع صنعت مخابرات، جدا از کابل‌های تار نوری برای انتقال داده‌ها، به توسعه حسگرهای تار نوری برای ارسال نور به مکان‌های دور دست منجر شده‌است. حسگرهای تار نوری می‌توانند یا ذاتی باشند یا عارضی، در اولی، تغییرات در محیط مستقیماً بر خواص تار اثر می‌گذارد؛ مثلاً در تنش سنجها، تار، تغییر در محیط مستقیماً بر خواص تار اثر می‌گذارد؛ مثلاً در تنش سنجها، تار، تغییر شکل ناشی از خمش خود را حس می‌کند. بر اثر خم شدن تار، نور به بیرون از آن نشت می‌کند. از طرف دیگر، حسگرهای عارضی تغییر محیطی را به تغییر در خواص عبور نور در تار تبدیل می‌کنند.
تارهای نوری بر اساس بازتاب درونی کلی باریکه نور عمل می‌کنند، بنابراین هرگاه ضریب شکست نور در تار تغییر کند، نور می‌تواند به بیرون نشت کند. از این مسئله می‌توانیم برای آشکارسازی تغییر ارتفاع سطح مایع یا برای اندازه‌گیری با تفکیک پایین فشار درون مایع استفاده کرد. بخشی از میدان الکترومغناطیسی نور لیزر به خارج از تار هم گسترش می‌یابد و مولکول‌های در سطح یا نزدیک تار می‌توانند این موج محو شونده را جذب کنند.
در سال ۱۹۹۷، یواخیم کاستز و ماوروس تا که از مؤسسه فرانهوفر در آلمان از این پدیده برای آشکارسازی هیدروکربن‌ها در آب استفاده کردند. روشی که آن‌ها استفاده کردند یعنی تجزیه موج محو شونده با لیزرهای دیودی (Ewald)، عبارت است از استفاده از تارهای نقره هالید در IR میانه که با فیلم بسیاری نازکی روکش شده‌است. هیدروکربن‌ها درون این اندود بسپاری نفوذ می‌کنند و از روی جذب‌های اثر انگشتی‌شان شناسایی می‌شوند. به علت جذب قوی آب در ناحیه IR استفاده از طیف بینی معمولی عبوری IR امکان‌پذیر نیست.

## طیف بینی جذب درون حفره ای لیزر
طیف بینی جذب درون حفره ای لیزر (Iclas) فناوری حساسی است که طیف بینی سال با لیزرهای گازی بزرگ و لیزرهای رنگینه‌ای بکار برده می‌شده‌است. این روش شامل تقویت جذب نور لیزر، با قرار دادن نمونه درون حفره لیزر به جای خارج آن است. فوتون‌های لیزر بین دو آینه انتهایی سازنده حفره لیزر به جلو و عقب بازتابیده می‌شوند و عملاً طول مسیر جذب را هزاران مرتبه افزایش می‌دهند. پیترتوشک و والری بف در دانشگاه هامبورگ، از این اصل برای ساختن یک آشکارساز بسیار کوچک و حساس آلودگی گازی استفاده کرده‌اند.
لیزر دیودی مورد استفاده، عملاً برای تأمین توان لیزر 20cm آنهاست که از یک تار نوری فلوئور و زیرکوناتی دوپه شده با اتم‌های پروزئودیمیم و ایتربیم تشکیل شده بود. نور لیزر دیودی در 850nm، اتم‌های دوپه‌کننده را در تار برانگیخته و نور مرئی نشر می‌کند. گفتنی است همانطوری که که تقویت می‌شود، اگر نمونه یک گاز در یک انتهای حفره در جلوی آینه نیم بازتابیده قرار داده شود، متخصصان طیف بینی می‌توانند طیف جذبی تقویت شده را آشکار کنند.